# Душан Пекић (глумац)
Душан Пекић (Земун, 2. мај 1980 — Краљево, 26. март 2000) био је српски глумац. Једина улога му је била у филму Ране у којем је тумачио Пинкија, дечака који одраста у Београду за време ратова и санкција. Планирао је да упише Факултет драмских уметности у Београду, након завршетка војног рока.
Улогу Пинкија добио је јер су га из продуцентске куће Кобра филм приметили у Земуну и позвали на аудицију.
Преминуо је 26. марта 2000. године. у Краљеву за време служења војног рока, смрт је наступила услед гушења, због удисања желудачног садржаја. Сахрањен је на Новом бежанијском гробљу.
Музичар Лестра снимио је песму у част Пинкија, под називом Пинкијева прича.

## Галерија
- Мурал посвећен глумцу Душану Пекићу у Земуну